# Melitaea rhodopensis
Melitaea rhodopensis är en fjärilsart som beskrevs av Freyer 1836. Melitaea rhodopensis ingår i släktet Melitaea och familjen praktfjärilar. Inga underarter finns listade i Catalogue of Life.